# De man zonder verleden
De man zonder verleden is een stripverhaal uit de reeks van De Rode Ridder. Het is geschreven door Martin Lodewijk en getekend door Claus Scholz. De eerste albumuitgave was in maart 2008.